# Бруевич, Виктор Валерьевич
Виктор Валерьевич Бруевич (8 марта 1997, Солнечногорск, Московская область, Россия) — российский футболист, нападающий.

## Карьера
Начал заниматься футболом в родном Солнечногорске в школе местного клуба «Сенеж». В 2008 году перешёл в академию московского «Спартака». Оттуда перешёл в 2012 в СДЮСШОР «Строгино». В 2014 году выступал за молодёжную команду «Строгино»  28 июля 2016 года подписал контракт с белорусским «Гранитом». Дебютировал в Высшей лиге Белоруссии 17 сентября того же года в матче 22 тура против минского «Динамо», в котором вышел на замену на 61-й минуте. Всего провёл за команду 9 матчей. По итогам сезона «Гранит» занял последнее место в лиге, а игрок покинул клуб. С 2017 года выступал за любительские клубы 8х8. В осенней части сезона 2019/20 ПФЛ провёл восемь матчей за клуб «Коломна».

## Семья
Брат Владимир (р. 1994) играет в футбол на любительском уровне.